# Колесса, Борис Адольфович
Борис Адольфович Колесса (Колессо) (1907—1940) — старший лейтенант Рабоче-крестьянской Красной Армии, участник советско-финской войны, Герой Советского Союза (1940).

## Биография
Борис Колесса родился 20 января 1907 года в городе Староконстантинов.
В 1929 году был призван на службу в Рабоче-крестьянскую Красную Армию. Окончил танковое училище. Участвовал в боях советско-финской войны, будучи командиром танковой роты 1-й лёгкой танковой бригады 7-й армии Северо-Западного фронта. Был членом ВКП(б).
9 февраля 1940 года экипаж Колессы уничтожил группу финских солдат, в том числе одного снайпера. В том бою Колесса получил ранение, но сумел вывести свой танк из-под обстрела. 11 февраля Колесса подавил огонь финского противотанкового орудия, а затем шесть часов поддерживал огнём действия пехоты. 19 февраля Колесса проник во вражеский тыл к северу от станции Кямяря (ныне — Гаврилово Выборгского района Ленинградской области) и атаковал финские войска, нанеся им большие потери.
12 марта 1940 года он погиб в бою. Похоронен в братской могиле в Выборге.

## Награды
Указом Президиума Верховного Совета СССР от 21 марта 1940 года за «образцовое выполнение боевых заданий командования на фронте борьбы с финской белогвардейщиной и проявленные при этом отвагу и геройство» старший лейтенант Борис Колесса посмертно был удостоен высокого звания Героя Советского Союза. Также посмертно был награждён орденом Ленина.